# Chauncey Billups
Chauncey Ray Billups (Denver, 25 settembre 1976) è un allenatore di pallacanestro, ex cestista e analista sportivo statunitense, capo allenatore dei Portland Trail Blazers.
Soprannominato Mr. Big Shot per la sua attitudine a segnare canestri nei momenti cruciali delle partite, si è laureato Campione NBA nel 2004 con i Detroit Pistons, venendo nominato anche MVP delle Finals. Nel corso della carriera ha partecipato per cinque volte all'NBA All-Star Game (2006, 2007, 2008, 2009 e 2010), è stato inserito per tre volte negli All-NBA Team (Second Team nel 2006 e Third Team nel 2007 e 2009) e per due volte negli NBA All-Defensive Team (in entrambe le occasioni Second Team, nel 2005 e 2006). Ha inoltre vinto i premi di NBA Citizenship Award, NBA Sportsmanship Award e NBA Teammate of the Year Award (nel 2008, 2009 e 2013). È il 18° miglior tiratore da tre punti e il 46° miglior assist-man nella storia della NBA. Con la Nazionale Statunitense ha vinto la medaglia d'oro ai FIBA Americas 2007 e al FIBA World Championship 2010.

## Caratteristiche tecniche
Fratello di Rodney Billups, Chauncey Billups era un playmaker atipico; era molto forte muscolarmente e riusciva spesso a concludere le sue azioni offensive con penetrazioni che lo portavano fin dentro il cuore dell'area. Alto 191 cm e dal peso di circa 92 kg, si era creato la nomea di giocatore capace di risolvere la partita segnando punti decisivi allo scadere del tempo regolamentare, anche grazie alla sua abilità di crearsi un tiro dal palleggio senza bisogno di blocchi. Riusciva a dare anche grande pressione difensiva dato che la sua taglia fisica gli permetteva spesso di sovrastare gli altri playmaker. Nel numero di assist riuscì soltanto nella stagione 2005-06 a superare gli 8 assist di media (per la precisione 8,6).

## Carriera da giocatore

### Inizi
Dopo aver giocato per due anni nel college di Colorado viene scelto nel primo giro del Draft NBA 1997 dai Boston Celtics come terza scelta assoluta. Il 18 febbraio 1998 viene scambiato ai Toronto Raptors, dove però resta meno di un anno, dato che il 21 gennaio 1999 viene girato ai Denver Nuggets.
Anche nella sua città natale non riesce a trovare l'ambiente in grado di stimolarlo al meglio, così viene di nuovo ceduto il 1º febbraio 2000 e mandato agli Orlando Magic. Qui arriva allo scadere del contratto che aveva firmato nel suo anno da rookie, e nell'estate del 2000 si ritrova sul mercato.
Venne preso dai Minnesota Timberwolves per coprire il ruolo di playmaker di riserva. A Minnesota, approfittando anche dell'infortunio del play titolare Terrell Brandon, gioca per due anni ad alto livello, trovando una buona intesa con il compagno Kevin Garnett.

### Detroit Pistons

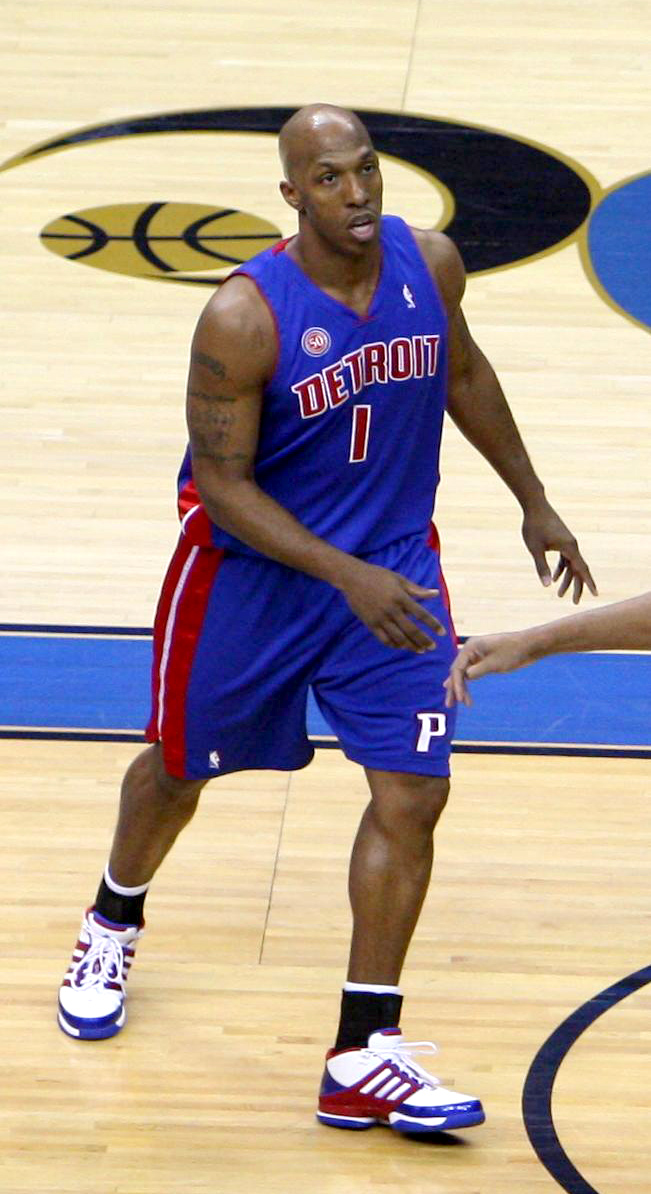
Billups ai Detroit Pistons

Nonostante le due buone stagioni a Minnesota, i Timberwolves decidono di non riconfermarlo una volta terminato il suo contratto. Così nell'estate del 2002 si trova di nuovo sul mercato e viene firmato dai Detroit Pistons che ne fanno il loro playmaker titolare. A Detroit comincia ad acquisire sicurezza, dimostrando freddezza nei momenti decisivi della partita, segnando diversi canestri allo scadere.
La prima stagione con i Pistons si conclude nelle finali della Eastern Conference contro i New Jersey Nets di Jason Kidd. Contro uno dei playmaker più forti della lega Billups si confronta alla pari e porta la sua squadra a gara-7, dove però i Pistons vengono sconfitti.
Nella stagione 2003-04 i Pistons arrivano in finale dove si scontrano contro i Los Angeles Lakers di Shaquille O'Neal, Kobe Bryant, Karl Malone e Gary Payton; sulla carta non dovrebbe esserci partita ma i Pistons seguendo un Billups che esprime la sua migliore pallacanestro si impongono per 4-1. Billups viene insignito del premio di MVP delle finali. Era dai tempi di Isiah Thomas (dei Pistons tra l'altro) che un playmaker non vinceva l'MVP delle finali.

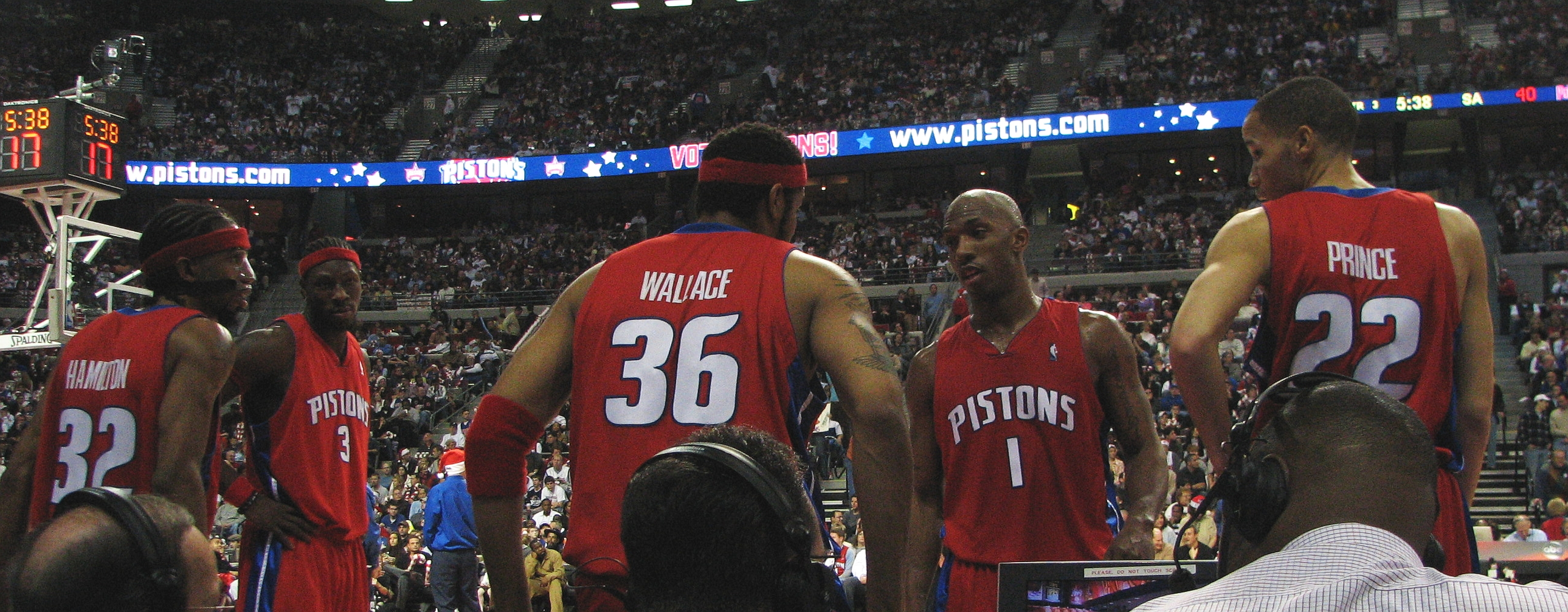
Billups insieme ai titolari dei Pistons

L'anno dopo i Pistons arrivano ancora in finale, questa volta contro i San Antonio Spurs di Tim Duncan, Emanuel Ginóbili e Tony Parker. Per Detroit arriva però una sconfitta per 4-3. Nell'estate del 2005 i Pistons perdono il loro allenatore, Larry Brown, che era stato il primo coach che aveva saputo estrarre il meglio da Billups.
Nonostante questo, anche nella stagione 2005-06 sotto coach Flip Saunders, che lo aveva già allenato a Minnesota, Billups continua ad esprimere il suo ottimo gioco, ottenendo per la prima volta la convocazione all'All Star Game. La stagione si conclude con il raggiungimento della finale di conference contro i Miami Heat di Wade e Shaq che vede vincitori questi ultimi per 4 a 2.
Durante la successiva ottiene la sua seconda convocazione all'All Star Game e arriva nuovamente in finale di conference; lì i Detroit Pistons deludono e perdono di nuovo per 4-2, stavolta contro i Cleveland Cavaliers di LeBron James, dopo essere stati in vantaggio per 2 a 0.
Nel 2008 arriva la sesta finale dell'est consecutiva che vede ancora una volta i Pistons sconfitti per 4 a 2, stavolta ad opera dei Boston Celtics dell'ex compagno Garnett, di Ray Allen e Paul Pierce.

### Ritorno ai Nuggets

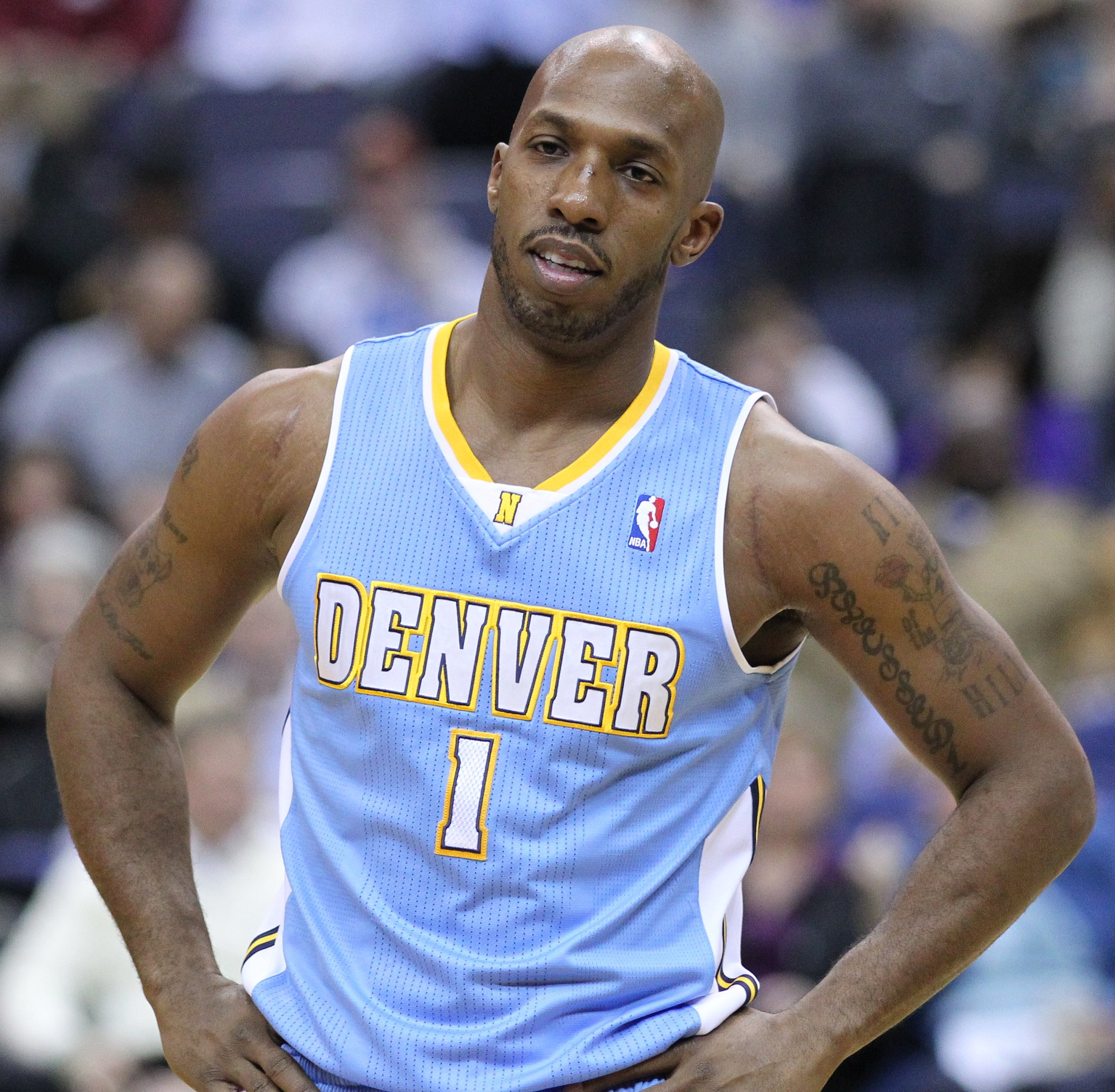
Billups ai Denver Nuggets

Il 3 novembre 2008, Billups viene scambiato assieme a Antonio McDyess e a Cheikh Samb con Allen Iverson, tornando dunque nella squadra della sua città: i Denver Nuggets.
Essendo già assegnate le maglie numero 4 (suo numero preferito) e 1 (usato negli anni a Detroit), ai Nuggets Billups ha scelto di indossare il numero 7, in onore di un grande sportivo di Denver, l'ex giocatore di NFL John Elway che portava quel numero nei Denver Broncos. Chauncey si inserisce a meraviglia subito e porta quel cambio di rotta nella gestione della squadra che i Nuggets desideravano, trovando in Billups un playmaker meno individualista e realizzatore ma più portato al coinvolgimento dei compagni rispetto ad Iverson. I risultati di squadra lo premiano con la convocazione per il suo terzo All Star Game in carriera.
Al primo anno a Denver arriva nuovamente in finale di conference, ma per essere ancora sconfitto 4-2 contro i futuri campioni dei Los Angeles Lakers. A dispetto della sua maggior propensione al passaggio rispetto alla soluzione personale, il giocatore chiude la stagione 2008-09 con la miglior media di realizzazione in carriera. Fa ancora meglio l'anno seguente, al termine del quale fa registrare 19,5 punti a partita. Questa volta però la stagione si conclude con l'eliminazione al primo turno dei playoff contro gli Utah Jazz

### New York Knicks

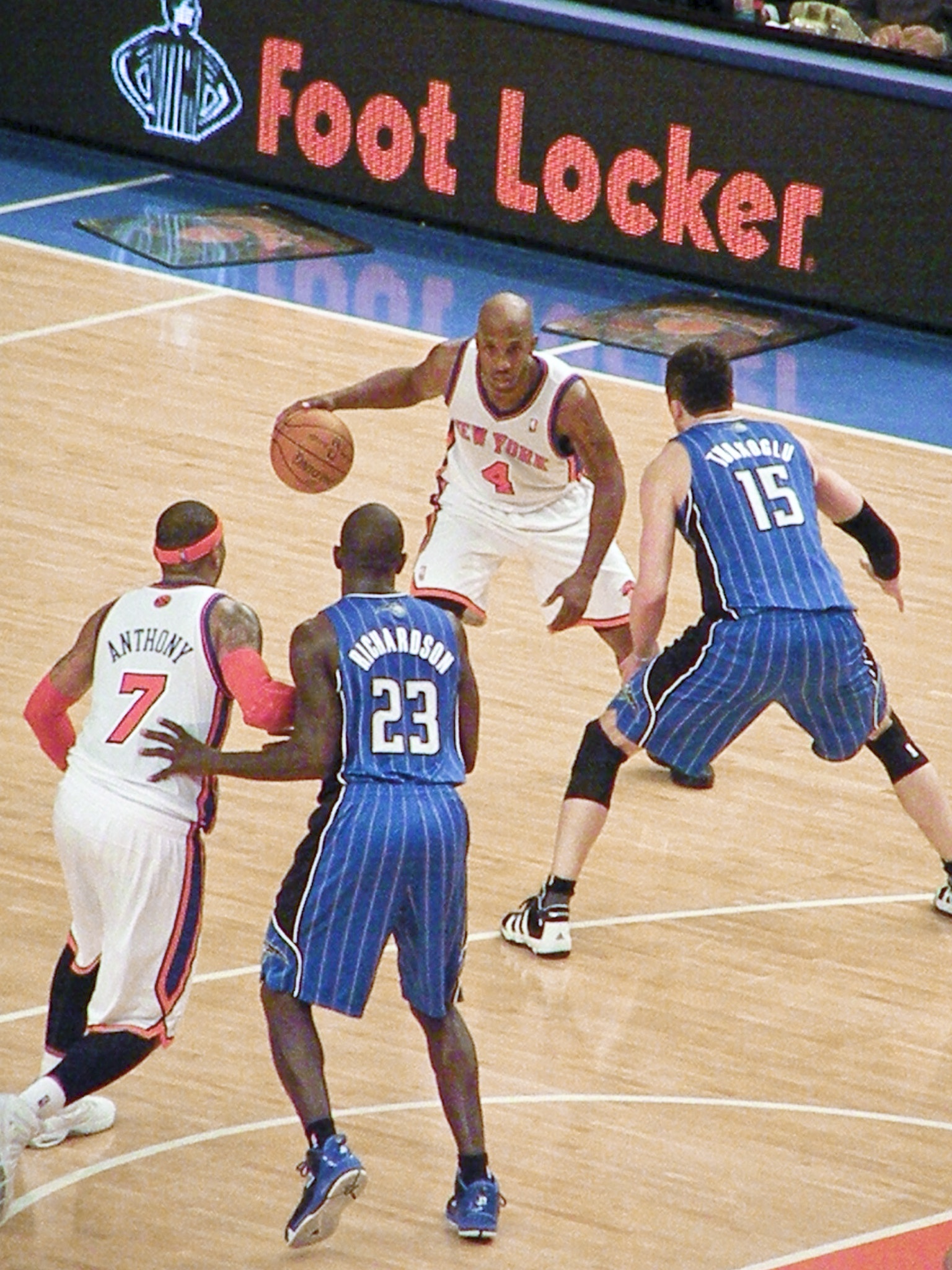
Billups in azione con i Knicks contro i Magic

Il 22 febbraio 2011, nonostante avesse manifestato più volte di chiudere la sua carriera ai Nuggets è tra i numerosi giocatori coinvolti nella trade che porta Carmelo Anthony ai New York Knicks, passando anch'egli alla squadra di New York. Fra i giocatori che si sono trasferiti ai Nuggets ci sono Danilo Gallinari, Raymond Felton e Wilson Chandler. "È stato difficile, è stata la cosa più difficile che abbia mai dovuto fare - dichiarò Billups - Ho dovuto dire alle mie ragazze che papà era stato scambiato, che stava lasciando per giocare in giro per il paese. Ho detto loro che non è stata una mia scelta, che non si poteva far nulla al riguardo. Dovevo andare. Non è stata una scena felice". La mezza stagione a New York non convince, colpa soprattutto di una serie catastrofica di infortuni che lo costringono a saltare anche gara-1, gara-3 e gara-4 dei play-off. Durante i play-off i Knicks vengono subito eliminati per mano dei Boston Celtics.
Dopo l'eliminazione Bullups rilascia alcune dichiarazioni in cui si dice volenteroso di rimanere ai Knicks anche per la stagione successiva: "Mi piacerebbe molto riprovare con questi ragazzi - dichiarò Billups - Non giocare 30 partite dopo una trade, ma disputare un'intera stagione. Avere l'opportunità di avere una scossa favorevole con questi ragazzi. Sarei felicissimo". Il 10 dicembre 2011, i Knicks esercitano l'opzione amnesty clause sul suo contratto rendendolo così free-agent, libero di firmare con che squadra vuole ma legato comunque ad un contratto che New York dovrà pagare interamente senza pesare sul salary cap; questa decisione fa irritare molto Billups, che minaccia addirittura il ritiro.

### Los Angeles Clippers
Il 12 dicembre 2011, firma per i Los Angeles Clippers. Il giocatore sembra però destinato ad essere ceduto ai New Orleans Hornets per arrivare a Chris Paul; tuttavia l'arrivo dello stesso Paul senza la sua contemporanea cessione lo fa rimettere all'istante sul mercato. Nonostante queste indiscrezioni, ad inizio stagione parte costantemente in quintetto come guardia (con Paul regista) e inanella una serie di ottime prestazioni mantenendo una media di 15 punti e 4 assist a partita, guidando la squadra al miglior inizio di regular season dell'ultima decade.
Memorabile la sua conclusione allo scadere del 18 gennaio 2012, quando un suo tiro dall'arco stende i campioni di Dallas con il punteggio di 91 a 89. Il 7 febbraio dello stesso anno subisce un grave infortunio al tendine d'Achille che pone fine alla sua stagione, con grande rammarico dei Clippers che avevano trovato in lui e Chris Paul la miglior coppia di guardie della lega. Terminata la stagione, rimasto free agent, viene riconfermato dai Clippers.

### Ritorno ai Pistons
Nell'estate 2013 lascia i Clippers e ritorna ai Detroit Pistons.
Il 9 settembre 2014, a seguito di numerosi infortuni, Billups annuncia il suo ritiro dalla NBA dopo 17 anni.

## Carriera da allenatore
Dopo una breve esperienza da assistente di coach Ty Lue ai Los Angeles Clippers, il 27 giugno 2021 Billups è stato assunto come capo allenatore dai Portland Trail Blazers.

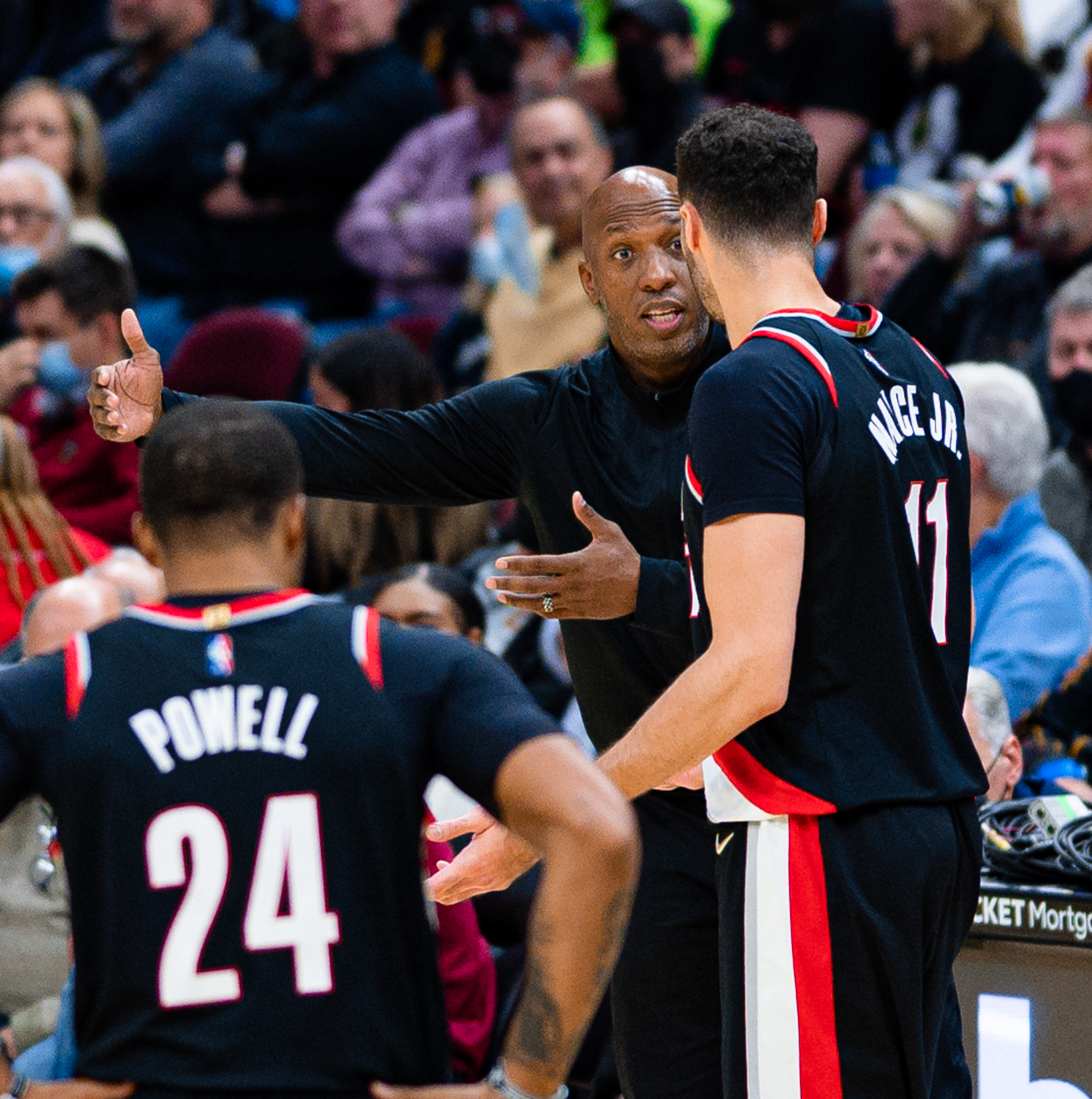
Billups parla con Larry Nance Jr. come capo allenatore dei Blazers

## Statistiche
| † | Denota le stagioni in cui ha vinto il titolo |

### NCAA
| Anno      | Squadra            | PG | PT | MP   | TC%  | 3P%  | TL%  | RP  | AP  | PRP | SP  | PP   |
| --------- | ------------------ | -- | -- | ---- | ---- | ---- | ---- | --- | --- | --- | --- | ---- |
| 1995-1996 | Colorado Buffaloes | 26 | -  | 35,3 | 41,3 | 35,4 | 86,1 | 6,3 | 5,5 | 1,6 | 0,2 | 17,9 |
| 1996-1997 | Colorado Buffaloes | 29 | -  | 32,7 | 41,3 | 40,1 | 85,4 | 4,9 | 4,8 | 2,1 | 0,1 | 19,1 |
| Carriera  | Carriera           | 55 | -  | 33,9 | 41,3 | 38,2 | 85,7 | 5,6 | 5,1 | 1,9 | 0,1 | 18,5 |

### NBA

#### Regular season
| Anno       | Squadra            | PG    | PT  | MP   | TC%  | 3P%  | TL%  | RP  | AP  | PRP | SP  | PP   |
| ---------- | ------------------ | ----- | --- | ---- | ---- | ---- | ---- | --- | --- | --- | --- | ---- |
| 1997-1998  | Boston Celtics     | 51    | 44  | 25,4 | 42,6 | 39,0 | 81,7 | 2,2 | 4,3 | 1,5 | 0,0 | 11,1 |
| 1997-1998  | Toronto Raptors    | 29    | 26  | 31,7 | 37,7 | 34,9 | 91,9 | 2,7 | 3,3 | 1,0 | 0,1 | 11,3 |
| 1998-1999  | Denver Nuggets     | 45    | 41  | 33,1 | 40,8 | 38,6 | 91,3 | 2,1 | 3,8 | 1,3 | 0,3 | 13,9 |
| 1999-2000  | Denver Nuggets     | 13    | 5   | 23,5 | 33,7 | 17,1 | 84,1 | 2,6 | 3,0 | 0,8 | 0,2 | 8,6  |
| 2000–2001  | Minnesota T'wolves | 77    | 33  | 23,2 | 42,2 | 37,6 | 84,2 | 2,1 | 3,4 | 0,7 | 0,1 | 9,3  |
| 2001–2002  | Minnesota T'wolves | 82    | 54  | 28,7 | 42,3 | 39,4 | 88,5 | 2,8 | 5,5 | 0,8 | 0,2 | 12,5 |
| 2002–2003  | Detroit Pistons    | 74    | 74  | 31,4 | 42,1 | 39,2 | 87,8 | 3,7 | 3,9 | 0,9 | 0,2 | 16,2 |
| 2003–2004† | Detroit Pistons    | 78    | 78  | 35,4 | 39,4 | 38,8 | 87,8 | 3,5 | 5,7 | 1,1 | 0,1 | 16,9 |
| 2004–2005  | Detroit Pistons    | 80    | 80  | 35,8 | 44,2 | 42,6 | 89,8 | 3,4 | 5,8 | 1,0 | 0,1 | 16,5 |
| 2005–2006  | Detroit Pistons    | 81    | 81  | 36,1 | 41,8 | 43,3 | 89,4 | 3,1 | 8,6 | 0,9 | 0,1 | 18,5 |
| 2006–2007  | Detroit Pistons    | 70    | 70  | 36,2 | 42,7 | 34,5 | 88,3 | 3,4 | 7,2 | 1,2 | 0,2 | 17,0 |
| 2007–2008  | Detroit Pistons    | 78    | 78  | 32,3 | 44,8 | 40,1 | 91,8 | 2,7 | 6,8 | 1,3 | 0,2 | 17,0 |
| 2008–2009  | Detroit Pistons    | 2     | 2   | 35,0 | 33,3 | 38,6 | 90,0 | 5,0 | 7,5 | 1,5 | 0,5 | 12,5 |
| 2008–2009  | Denver Nuggets     | 77    | 77  | 35,3 | 42,0 | 41,0 | 91,3 | 3,0 | 6,4 | 1,2 | 0,2 | 17,9 |
| 2009–2010  | Denver Nuggets     | 73    | 73  | 34,1 | 41,8 | 38,6 | 91,0 | 3,1 | 5,6 | 1,1 | 0,1 | 19,5 |
| 2010–2011  | Denver Nuggets     | 51    | 51  | 32,3 | 43,8 | 44,1 | 92,3 | 2,5 | 5,3 | 1,0 | 0,2 | 16,5 |
| 2010–2011  | N.Y. Knicks        | 21    | 21  | 31,6 | 40,3 | 32,8 | 90,2 | 3,1 | 5,5 | 0,9 | 0,1 | 17,5 |
| 2011-2012  | L.A. Clippers      | 20    | 20  | 30,4 | 36,4 | 38,4 | 89,5 | 2,5 | 4,0 | 0,5 | 0,2 | 15,0 |
| 2012-2013  | L.A. Clippers      | 22    | 22  | 19,0 | 40,2 | 36,7 | 93,8 | 1,5 | 2,2 | 0,5 | 0,0 | 8,4  |
| 2013-2014  | Detroit Pistons    | 19    | 7   | 16,3 | 30,4 | 29,2 | 83,3 | 1,5 | 2,2 | 0,4 | 0,1 | 3,8  |
| Carriera   | Carriera           | 1.043 | 937 | 31,6 | 41,5 | 38,7 | 89,4 | 2,9 | 5,4 | 1,0 | 0,2 | 15,2 |
| All-Star   | All-Star           | 5     | 0   | 19,0 | 45,5 | 32,0 | 75,0 | 2,2 | 5,0 | 0,4 | 0,0 | 10,2 |

#### Play-off
| Anno     | Squadra            | PG  | PT  | MP   | TC%  | 3P%  | TL%  | RP  | AP  | PRP | SP  | PP   |
| -------- | ------------------ | --- | --- | ---- | ---- | ---- | ---- | --- | --- | --- | --- | ---- |
| 2001     | Minnesota T'wolves | 3   | 0   | 8,7  | 16,7 | 0,0  | 100  | 1,7 | 0,7 | 0,0 | 0,0 | 1,0  |
| 2002     | Minnesota T'wolves | 3   | 3   | 44,7 | 45,1 | 40,0 | 70,0 | 5,0 | 5,7 | 1,0 | 0,3 | 22,0 |
| 2003     | Detroit Pistons    | 14  | 14  | 34,6 | 37,4 | 31,0 | 93,3 | 3,4 | 4,7 | 0,6 | 0,1 | 18,0 |
| 2004†    | Detroit Pistons    | 23  | 23  | 38,3 | 38,5 | 34,6 | 89,0 | 3,0 | 5,9 | 1,3 | 0,1 | 16,4 |
| 2005     | Detroit Pistons    | 25  | 25  | 39,4 | 42,8 | 34,9 | 89,3 | 4,3 | 6,6 | 1,0 | 0,2 | 18,7 |
| 2006     | Detroit Pistons    | 18  | 18  | 39,2 | 40,6 | 34,0 | 90,5 | 3,4 | 6,5 | 1,2 | 0,1 | 17,9 |
| 2007     | Detroit Pistons    | 16  | 16  | 40,6 | 43,5 | 38,9 | 83,2 | 3,3 | 5,7 | 1,2 | 0,1 | 18,6 |
| 2008     | Detroit Pistons    | 15  | 15  | 32,0 | 40,1 | 37,5 | 83,2 | 2,9 | 5,5 | 0,8 | 0,1 | 16,1 |
| 2009     | Denver Nuggets     | 16  | 16  | 38,7 | 45,7 | 46,8 | 90,6 | 3,8 | 6,8 | 1,3 | 0,3 | 20,6 |
| 2010     | Denver Nuggets     | 6   | 6   | 34,5 | 44,6 | 35,5 | 88,1 | 2,3 | 6,3 | 1,0 | 0,5 | 20,6 |
| 2011     | N.Y. Knicks        | 1   | 1   | 35,0 | 27,3 | 33,3 | 100  | 2,0 | 4,0 | 0,0 | 0,0 | 10,0 |
| 2013     | L.A. Clippers      | 6   | 6   | 19,2 | 30,6 | 35,3 | 81,8 | 2,0 | 1,0 | 0,2 | 0,2 | 6,2  |
| Carriera | Carriera           | 146 | 143 | 36,4 | 41,1 | 36,6 | 88,0 | 3,4 | 5,7 | 1,0 | 0,2 | 17,3 |

#### Massimi in carriera
- Massimo di punti: 40 vs Orlando Magic (2 maggio 2003)[7]
- Massimo di rimbalzi: 12 vs Indiana Pacers (29 dicembre 2006)
- Massimo di assist: 19 vs Sacramento Kings (14 dicembre 2005)
- Massimo di palle rubate: 7 vs Atlanta Hawks (23 gennaio 1998)
- Massimo di stoppate: 3 vs Denver Nuggets (15 febbraio 2002)
- Massimo di minuti giocati: 55 vs New Jersey Nets (14 maggio 2005)

### Cronologia presenze e punti in Nazionale
| Cronologia completa delle presenze e dei punti in Nazionale - Stati Uniti | Cronologia completa delle presenze e dei punti in Nazionale - Stati Uniti | Cronologia completa delle presenze e dei punti in Nazionale - Stati Uniti | Cronologia completa delle presenze e dei punti in Nazionale - Stati Uniti | Cronologia completa delle presenze e dei punti in Nazionale - Stati Uniti | Cronologia completa delle presenze e dei punti in Nazionale - Stati Uniti | Cronologia completa delle presenze e dei punti in Nazionale - Stati Uniti | Cronologia completa delle presenze e dei punti in Nazionale - Stati Uniti |
| Data                                                                      | Città                                                                     | In casa                                                                   | Risultato                                                                 | Ospiti                                                                    | Competizione                                                              | Punti                                                                     | Note                                                                      |
| ------------------------------------------------------------------------- | ------------------------------------------------------------------------- | ------------------------------------------------------------------------- | ------------------------------------------------------------------------- | ------------------------------------------------------------------------- | ------------------------------------------------------------------------- | ------------------------------------------------------------------------- | ------------------------------------------------------------------------- |
| 22-08-2007                                                                | Las Vegas                                                                 | Stati Uniti                                                               | 112 - 69                                                                  | Venezuela                                                                 | Americas Ch'ship 2007 - Gironi di qual.                                   | 5                                                                         | [ 8 ]                                                                     |
| 23-08-2007                                                                | Las Vegas                                                                 | Isole Vergini Americane                                                   | 59 - 123                                                                  | Stati Uniti                                                               | Americas Ch'ship 2007 - Gironi di qual.                                   | 6                                                                         | [ 9 ]                                                                     |
| 25-08-2007                                                                | Las Vegas                                                                 | Stati Uniti                                                               | 113 - 63                                                                  | Canada                                                                    | Americas Ch'ship 2007 - Gironi di qual.                                   | 3                                                                         | [ 10 ]                                                                    |
| 26-08-2007                                                                | Las Vegas                                                                 | Brasile                                                                   | 76 - 113                                                                  | Stati Uniti                                                               | Americas Ch'ship 2007 - 2ª fase a gironi                                  | 9                                                                         | [ 11 ]                                                                    |
| 27-08-2007                                                                | Las Vegas                                                                 | Stati Uniti                                                               | 127 - 100                                                                 | Messico                                                                   | Americas Ch'ship 2007 - 2ª fase a gironi                                  | 9                                                                         | [ 12 ]                                                                    |
| 28-08-2007                                                                | Las Vegas                                                                 | Porto Rico                                                                | 78 - 117                                                                  | Stati Uniti                                                               | Americas Ch'ship 2007 - 2ª fase a gironi                                  | 3                                                                         | [ 13 ]                                                                    |
| 29-08-2007                                                                | Las Vegas                                                                 | Uruguay                                                                   | 79 - 118                                                                  | Stati Uniti                                                               | Americas Ch'ship 2007 - 2ª fase a gironi                                  | 4                                                                         | [ 14 ]                                                                    |
| 30-08-2007                                                                | Las Vegas                                                                 | Argentina                                                                 | 76 - 91                                                                   | Stati Uniti                                                               | Americas Ch'ship 2007 - 2ª fase a gironi                                  | 10                                                                        | [ 15 ]                                                                    |
| 1-09-2007                                                                 | Las Vegas                                                                 | Stati Uniti                                                               | 135 - 91                                                                  | Porto Rico                                                                | Americas Ch'ship 2007 - Semifinale                                        | 0                                                                         | [ 16 ]                                                                    |
| 2-09-2007                                                                 | Las Vegas                                                                 | Argentina                                                                 | 81 - 118                                                                  | Stati Uniti                                                               | Americas Ch'ship 2007 - Finale                                            | 7                                                                         | [ 17 ]                                                                    |
| 22-08-2010                                                                | Madrid                                                                    | Spagna                                                                    | 85 - 86                                                                   | Stati Uniti                                                               | Amichevole                                                                | 10                                                                        | [ 18 ]                                                                    |
| 28-08-2010                                                                | Istanbul                                                                  | Stati Uniti                                                               | 106 - 78                                                                  | Croazia                                                                   | Mondiali 2010 - 1º turno                                                  | 12                                                                        | [ 19 ]                                                                    |
| 29-08-2010                                                                | Istanbul                                                                  | Slovenia                                                                  | 77 - 99                                                                   | Stati Uniti                                                               | Mondiali 2010 - 1º turno                                                  | 8                                                                         | [ 20 ]                                                                    |
| 30-08-2010                                                                | Istanbul                                                                  | Brasile                                                                   | 68 - 70                                                                   | Stati Uniti                                                               | Mondiali 2010 - 1º turno                                                  | 15                                                                        | [ 21 ]                                                                    |
| 1-09-2010                                                                 | Istanbul                                                                  | Stati Uniti                                                               | 88 - 51                                                                   | Iran                                                                      | Mondiali 2010 - 1º turno                                                  | 5                                                                         | [ 22 ]                                                                    |
| 2-09-2010                                                                 | Istanbul                                                                  | Tunisia                                                                   | 57 - 92                                                                   | Stati Uniti                                                               | Mondiali 2010 - 1º turno                                                  | 7                                                                         | [ 23 ]                                                                    |
| 6-09-2010                                                                 | Istanbul                                                                  | Stati Uniti                                                               | 106 - 78                                                                  | Angola                                                                    | Mondiali 2010 - Ottavi di finale                                          | 19                                                                        | [ 24 ]                                                                    |
| 9-09-2010                                                                 | Istanbul                                                                  | Stati Uniti                                                               | 89 - 79                                                                   | Russia                                                                    | Mondiali 2010 - Quarti di finale                                          | 15                                                                        | [ 25 ]                                                                    |
| 11-09-2010                                                                | Istanbul                                                                  | Stati Uniti                                                               | 89 - 74                                                                   | Lituania                                                                  | Mondiali 2010 - Semifinale                                                | 3                                                                         | [ 26 ]                                                                    |
| 12-09-2010                                                                | Istanbul                                                                  | Turchia                                                                   | 64 - 81                                                                   | Stati Uniti                                                               | Mondiali 2010 - Finale                                                    | 4                                                                         | [ 27 ]                                                                    |
| Totale                                                                    |                                                                           | Presenze                                                                  | 20                                                                        |                                                                           | Punti                                                                     | 154                                                                       |                                                                           |

### Allenatore
| Stagione | Squadra             | Regular Season | Regular Season | Regular Season | Regular Season | Regular Season              | Post Season      |
| Stagione | Squadra             | V              | P              | % V            | G              | Posizione finale            | Post Season      |
| -------- | ------------------- | -------------- | -------------- | -------------- | -------------- | --------------------------- | ---------------- |
| 2021-22  | Portland T. Blazers | 27             | 55             | 32,9           | 82             | 4º nella Northwest Division | Manca i play-off |
| 2022-23  | Portland T. Blazers | 33             | 49             | 40,2           | 82             | 4º nella Northwest Division | Manca i play-off |
|          | Carriera            | 60             | 104            | 36,6           | 164            |                             |                  |

## Record

### Record NBA
- 16° miglior tiratore da tre punti di sempre
- 44° miglior assist-man di sempre

### Record nei Detroit Pistons
- 2° miglior realizzatore da tre punti nella storia della franchigia
- 4° miglior assist-man nella storia della franchigia
- 13° miglior realizzatore nella storia della franchigia

## Palmarès

### NBA
- Campionato NBA: 1

Detroit Pistons: 2004
- NBA Finals MVP: 2004
- NBA Citizenship Award: 2008
- NBA Sportsmanship Award: 2009
- NBA Teammate of the Year Award: 2013
- All-NBA Team: 3

Second Team: 2006
Third Team: 2007, 2009
- NBA All-Defensive Team: 2

Second Team: 2005, 2006
- Convocazioni all'NBA All-Star Game: 5

2006, 2007, 2008, 2009, 2010
- Cinquantunesimo per numero di assist di sempre NBA
- Divisa n°1 ritirata dai Detroit Pistons
- Inserito nella Naismith Memorial Basketball Hall of Fame nel 2024

### NCAA
- McDonald's All-American Game: 1995
- NCAA AP All-America Second Team: 1997
- Divisa n°4 ritirata dai Colorado Buffaloes